# Busta Galluse Hochbergera
Poprsí Galla Floriana Hochbergera je základem pomníku, věnovaného karlovarskému lékaři Gallovi Erasmovi von Hochberger. Pomník stojí na vnitřním nádvoří Vojenského lázeňského ústavu v Karlových Varech. Pochází z roku 1890, autor byl sochař Tomáš Seidan. Památka je volně přístupná.

## Gallus Ritter von Hochberger
Gallus von Hochberger (1803–1901), celým jménem Gallus Erasmus Florian, rytíř z Hochbergeru, byl významný karlovarský městský i lázeňský lékař. V Karlových Varech působil od roku 1830 až do své smrti (zemřel ve věku 98 let). Účastnil se veřejného i politického života, zasloužil se například o výstavbu Vojenského lázeňského nemocnice a darem tisíci florénů o vybudování městského chudobince. K jeho hlavním zásluhám patří, že v roce 1846 prosadil, aby všechny karlovarské minerální prameny přešly do vlastnictví města.

## Historie pomníku

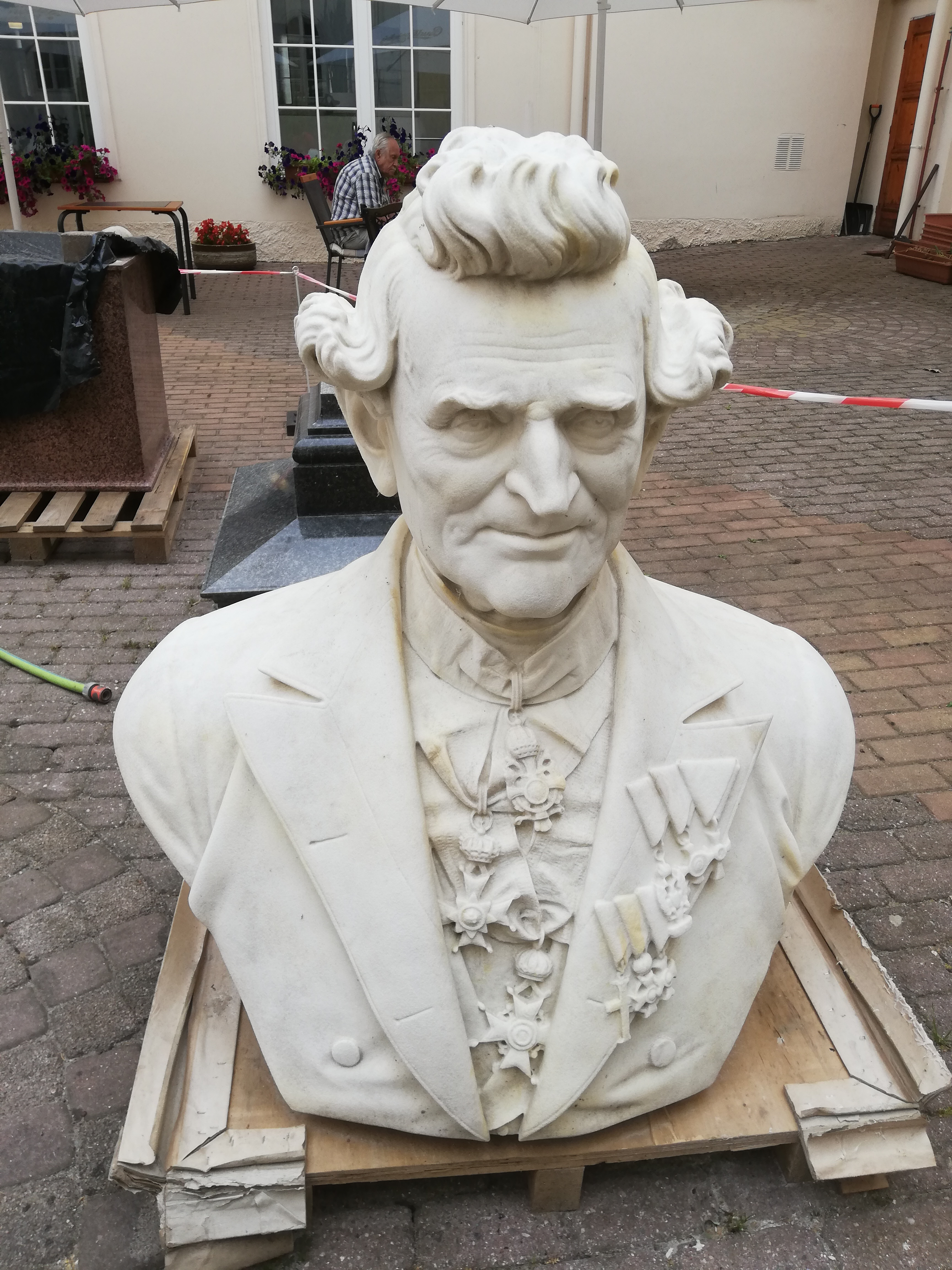
Poprsí Galla Hochbergera během opravy v roce 2021

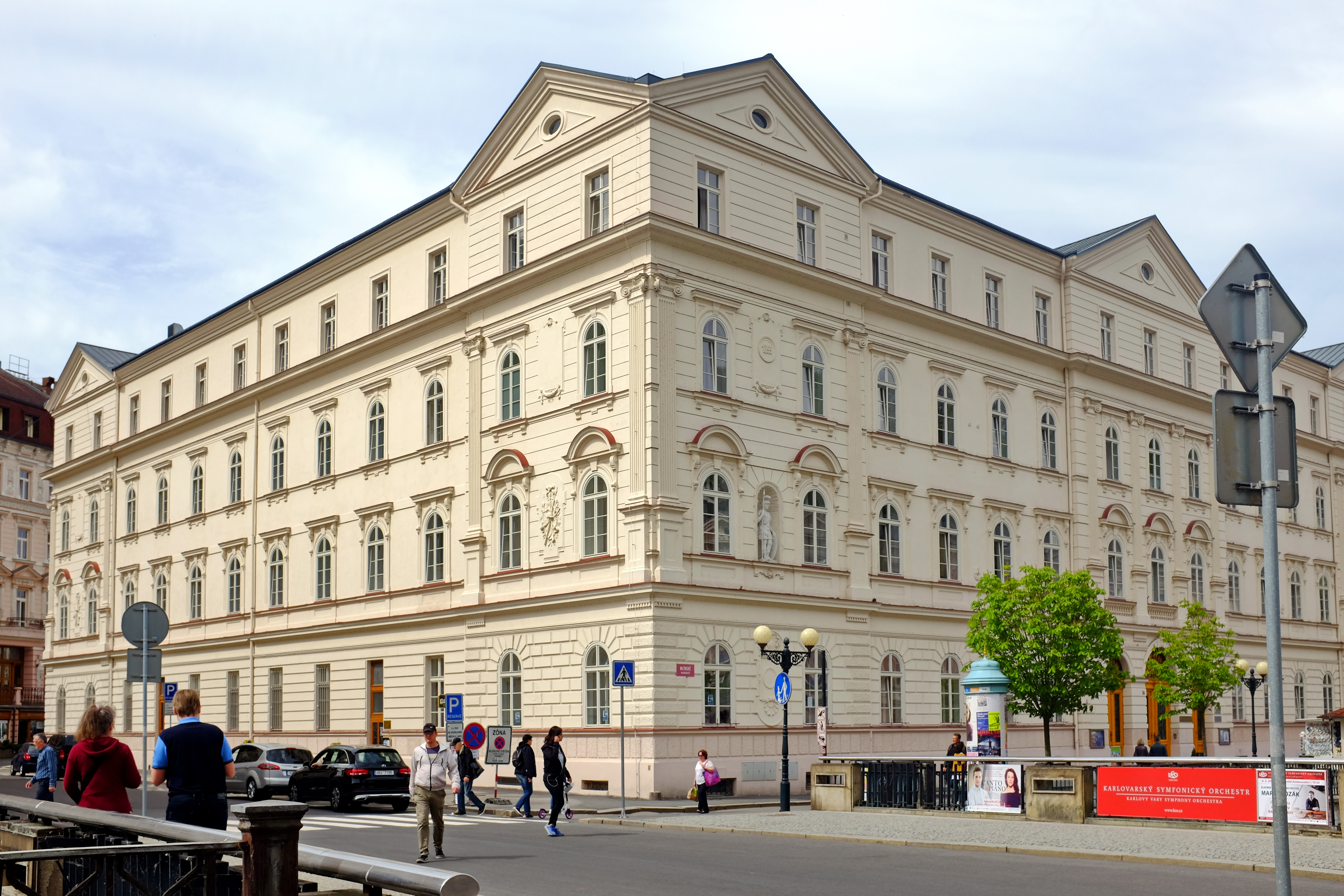
Vojenský lázeňský ústav (Karlovy Vary)

Busta, respektive poprsí na trojdílném klasicistním podstavci, tvoří pomník. Pochází z roku 1890 a autorem plastiky byl sochař Tomáš Seidan. Pomník byl původně vztyčen na pozemcích bývalé střelnice u Steibergu v místech dnešní budovy Alžbětiných lázní (Lázně V). Pomník dala zřídit Jednota ostrostřelců města Karlovy Vary na památku svého čestného hejtmana c. k..
Po zrušení střelnice z důvodu výstavby nové lázeňské budovy byl celý pomník přenesen na vnitřní nádvoří budovy Vojenského lázeňského ústavu, jejíž stavby byl Gallus Hochberger iniciátorem.

## Popis pomníku
Gallus Hochberger je znázorněn jako muž staršího věku s vrásčitou, hladce vyholenou tváří, pohledem upřeným před sebe a s polodlouhými vlasy, nakadeřenými do loken nad čelem a po stranách hlavy nad ušima. Je oděn do  dvouřadého kabátu vojenské (?) uniformy s klopami. Na levé klopě má šest vyznamenání ve dvou řadách, na stuze kolem tuhého stojacího límce má zavěšen Řád železné koruny, s nímž bylo spojeno jeho povýšení do stavu rytíře. Pod ním je zavěšen Řád císaře Františka Josefa I. Na náprsence má zavěšeny další dva řády. Busta byla vytesána z bílého mramoru, stojí na soklu a vysokém profilovaném podstavci.
Horní část tvoří hranolový sokl s horní i spodní profilovanou krycí deskou. Stěny jsou kryty deskami z červenohnědé žuly. Na přední desce je vysekán pozlacený věnovací nápis v němčině:
DEM EDLEN MENSCHENFREUNDE MED. DR. GALLUS RITTER VON HOCHBERGER K. u. K. HOFRATH EHRENBURGER VON KARLSBAD EHREN HAUPTMANN DES K. K. PRIV. SCHÜTZEN-CORPS

V českém překladu:
Vznešenému příteli lidí, lékaři dr. Gallusu Ritteru von Hochbergerovi, c. k. dvornímu radovi, čestnému občanu Karlových Varů, kapitánu c. k. ostrostřelecké jednoty

Spodní část podstavce tvoří hranolový sokl s horní i spodní profilovanou krycí deskou, též krytý deskami z leštěné červené žuly. Na přední desce je vysekán pozlacený věnovací nápis v němčině:
IN DANKBARER VEREHRUNG DAS K. K. PRIV. SCHÜTZENCORPS IN KARLSBAD 1890

V českém překladu:
Ve vděčné úctě c. k. střelecká jednota v Karlových Varech v roce 1890